# Kaplicze
Kaplicze (biał. Каплічы, ros. Капличи) – wieś na Białorusi, w obwodzie mińskim, w rejonie mińskim, w sielsowiecie Horanie.